# Tizanidina
Tizanidina (nomes comerciais: Relentus, Zanaflex, Sirdalud) é um relaxante muscular de ação central (espasmolítico) que atua como Agonista alfa-adrenérgico α2.

## Administração
Para maiores de 12 anos, uma única dose de 8 mg por via oral reduz tônus muscular por um período de 3 a 6 horas. O efeito máximo ocorre no prazo de 1 a 2 horas. Pode ser tomado a cada 6 a 8. Máximo de 36mg por dia, pois doses elevadas são hepatotóxicas e sedantes.

## Indicações
É usado para tratar:
- Espasmos musculares,
- Cãibras,
- Fibromialgia,
- Soluço persistente,
- Transtornos neurodegenerativos,
- Contrações musculares dolorosas por:
  - Esclerose múltipla,
  - Paraplegia,
  - Dor nas costas,
  - AVC,
  - Lesão medular,
  - Paralisia cerebral espástica

## Efeitos colaterais
Geralmente é melhor tolerado que outros relaxantes musculares. Os efeitos mais comuns (mais de 1 por cento) são: Sonolência, tontura; bradicardia(batimentos cardíacos lentos); hipotensão arterial; boca seca; fadiga e náusea. Pode deteriorar a função hepática em idosos. Quando interrompido de forma brusca causa taquicardia e hipertensão reflexa. 
Obviamente não se deve dirigir ou operar máquinas com sono e tontura.

## Sobredose
Uma sobredose pode causar sonolência, fadiga, náusea, bradicardia, bradipneia, confusão mental e desmaio por várias horas. O mais importante é garantir que o paciente esteja bem oxigenado e recostado. Noradrenalina intravenosa pode opor ao medicamento e despertá-lo.

## Interação medicamentosa
É contra-indicada a associação com fluvoxamina o ciprofloxacino. Sua ação é potencializada: amiodarona, mexiletina, propafenona, cimetidina, enoxacina, ofloxacina, ciprofloxacino, norfloxacina, rofecoxib, contraceptivos orais e ticlopidina.